# Pius Reher

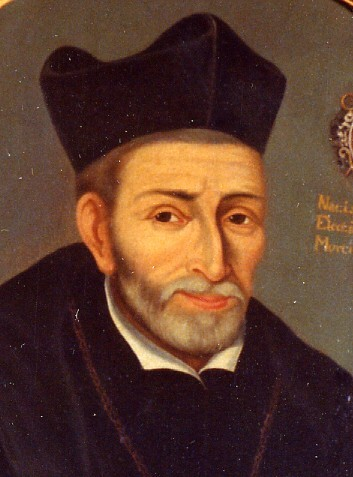
Pius Reher

Pius Reher (* 1597 in Blönried als Simon; † 9. Dezember 1654) war von 1630 bis 1654 Abt des Benediktinerklosters St. Gallen und Fürstabt der Fürstabtei St. Gallen.

## Leben
Pius Reher wurde in Blönried bei Weingarten in bescheidene Verhältnisse geboren. Seine Eltern waren Martin Reher und Anna Lang. Er legte seine Gelübde am 10. August 1614 ab. Er studierte in Ingolstadt und ab 1621 in Dillingen, wo er den Magistertitel erhielt. Er war damals bereits Subdiakon und wurde am 10. April 1621 Diakon. Priester wurde er am 24. September 1622. Er war als Subprior, als Fraterinstruktor und schliesslich als Novizenmeister tätig. Seine Wahl zum Abt erfolgte am 15. April 1630 in Gegenwart des Nuntius. Papst Urban VIII. konfirmierte ihn am 16. Dezember 1630. Nuntius Ranuccio Scotti erteilte ihm am 3. Mai 1631 die Benediktion, und zwar in Einsiedeln. Er war Abt während des Dreissigjährigen Krieges.

## Wirken

### Dreissigjähriger  Krieg
Im Dreissigjährigen Krieg kam es an den Grenzen der Fürstabtei zu Spannungen. So sah sich Abt Pius mit Bitten um Märsche durch seine Gebiete konfrontiert, die er 1635 dem Herzog Henri de Rohan und im gleichen Jahr den Kaiserlichen erlaubte. Darauf schloss er mit Philipp IV. von Spanien ein Militärbündnis.

### Errungenschaften
Pius Reher festigte in den Verträgen mit den Wilern, Stadt-St.-Gallern und Appenzellern die Rechte der Abtei. 1650–1654 regelte er mit der Stadt Wil in verschiedenen Verträgen Zehntfragen und weitere Probleme. Von 1652 bis 1654 wurden die Leiber mehrerer Katakombenheiliger in feierlichen Umzügen in das Stiftsgebiet St. Gallen überführt. Pius bestimmte als Quelle für die Anschaffungen der Klosterbibliothek die Einkünfte aus den Pfarreien Grub und Goldach. Das Gymnasium von Rorschach, errichtet von seinem Vorgänger Abt Bernhard, erweiterte er durch Einführung von Kursen in Philosophie und Theologie. Die Klosterdruckerei von St. Johann, die seit 1635 bestand, liess er nach St. Gallen translozieren. All dies führte zu beträchtlichen Schulden, die er nach seinem Tod seinem Nachfolger Abt Gallus Alt überliess.

### Reformtätigkeit
Wegen seiner starken Reformarbeit ernannte ihn Papst Urban VIII. zum Protektor der Klöster Salem und Kempten. Sein religiöser Eifer kann nicht angezweifelt werden, und auch seine Reformgesinnung steht über jedem Verdacht, und dennoch pflegte Abt Pius Reher gute Kontakte mit dem Stadt-St.-Galler Arzt und Bürgermeister Sebastian Schobinger.